# جیم هالیدی
جیم هالیدی (انگلیسی: Jim Holliday؛ زاده ۲۸ فوریه ۱۹۴۸ درگذشته ۱۵ دسامبر ۲۰۰۴) یک کارگردان پورنوگرافی، منتقد و تاریخ‌نگار اهل آمریکا بوده است.